# 鄄城站
鄄城站位于山东省菏泽市鄄城县阎什镇，是京九铁路的一座火车站，等级为四等站，距北京西站555公里，距常平站1,760公里，本站及相邻上下行区间均为电气化区段。车站建于1996年，办理货运业务，客运已停办。